# Museum (Toronto Subway)

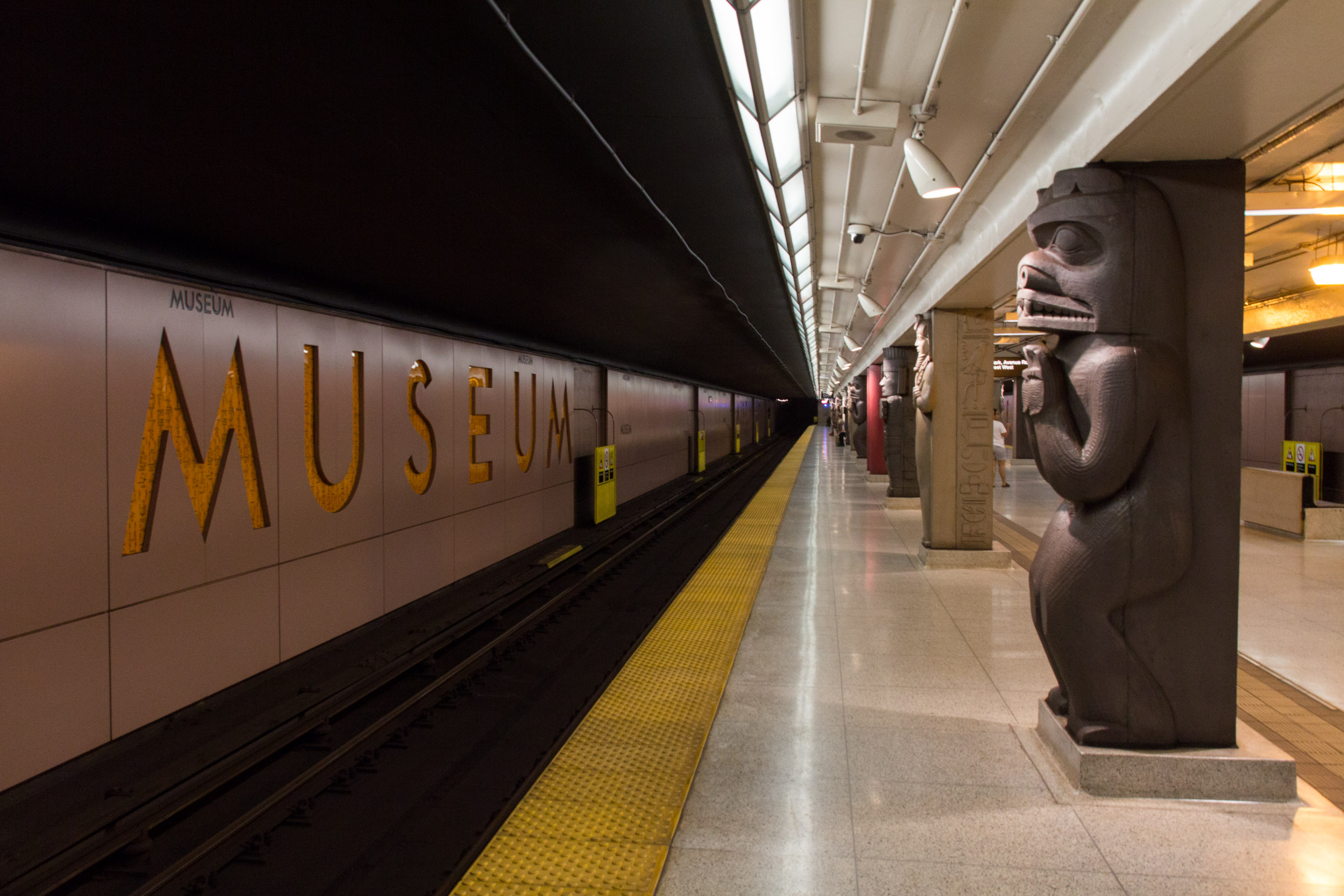
Station Museum

Museum ist eine unterirdische U-Bahn-Station in Toronto. Sie liegt an der Yonge-University-Linie der Toronto Subway, an der Kreuzung von Queens Park und Charles Street. Benannt ist sie nach dem benachbarten Royal Ontario Museum. Die Station besitzt einen Mittelbahnsteig und wird täglich von durchschnittlich 11.840 Fahrgästen genutzt (2018). In der Nähe befinden sich neben dem Royal Ontario Museum auch das Gardiner Museum, die Royal Conservatory of Music und der nordöstliche Teil der University of Toronto. Es bestehen Umsteigemöglichkeiten zu drei Buslinien der Toronto Transit Commission.
Die Eröffnung der Station erfolgte am 28. Februar 1963, zusammen mit dem Abschnitt Union – St. George. Seinen vollen Verkehrswert erreichte sie allerdings erst drei Jahre später mit der Eröffnung der in St. George querenden Bloor-Danforth-Linie. Die Auslastung war in den ersten Jahren geringer als ursprünglich prognostiziert. Aus diesem Grund war der Betrieb vor allem an Wochenenden eingeschränkt; erst seit 1978 ist er auf der gesamten Strecke jederzeit durchgehend.
In den ersten vier Jahrzehnten ihres Bestehens war die Gestaltung der Station relativ schlicht, mit schmucklosen rechteckigen Fliesen. Dies änderte sich mit der im April 2008 abgeschlossenen Renovation. Die Säulen wurden von Diamond and Schmitt Architects so umgestaltet, dass sie Statuen verschiedener Kulturen nachempfunden sind. Dargestellt werden die altägyptische Gottheit Osiris, Krieger der Tolteken, dorische Säulen, die Verbotene Stadt und Totempfähle der First Nations. Die Statuen weisen auf die umliegenden Museen hin.